# Graphipterus piniamitaii
Graphipterus piniamitaii es una especie de escarabajo del género Graphipterus, familia Carabidae, orden Coleoptera. Fue descrita científicamente por Renan y Freidberg en 2018.

## Descripción
El macho mide 15,5-19,8 milímetros de longitud y la hembra 17-17,9 milímetros.

## Distribución
Se distribuye por Túnez.